# Beauvechain
Beauvechain (em valão: Bôvetchén, em neerlandês: Bevekom) é um município da Bélgica localizado no distrito de Nivelles, província de Brabante Valão, região da Valônia.